# Acraea umbrata
Acraea umbrata är en fjärilsart som beskrevs av Suffert 1904. Acraea umbrata ingår i släktet Acraea och familjen praktfjärilar. Inga underarter finns listade i Catalogue of Life.